# Le Regard froid
Le Regard froid : réflexions, esquisses, libelles, 1945-1962 (1963) est un recueil d'essais de l'écrivain Roger Vailland. L'ouvrage réunit dix textes antérieurs, dont certains avaient déjà été publiés.

## Présentation générale
Ces textes ont en commun de donner une vision globale de ce que Vailland nommait le vrai libertin, représenté d'abord par le couple Valmont-Merteuil des Liaisons dangereuses, par opposition aux autres définitions de ce terme, parfois plus restrictives. Ils précisent aussi l'idée de cette 'singularité' de l'esprit français telle qu'il la concevait à travers par exemple la vie du cardinal de Bernis et une approche de la notion d'amateur, chère à l'auteur.

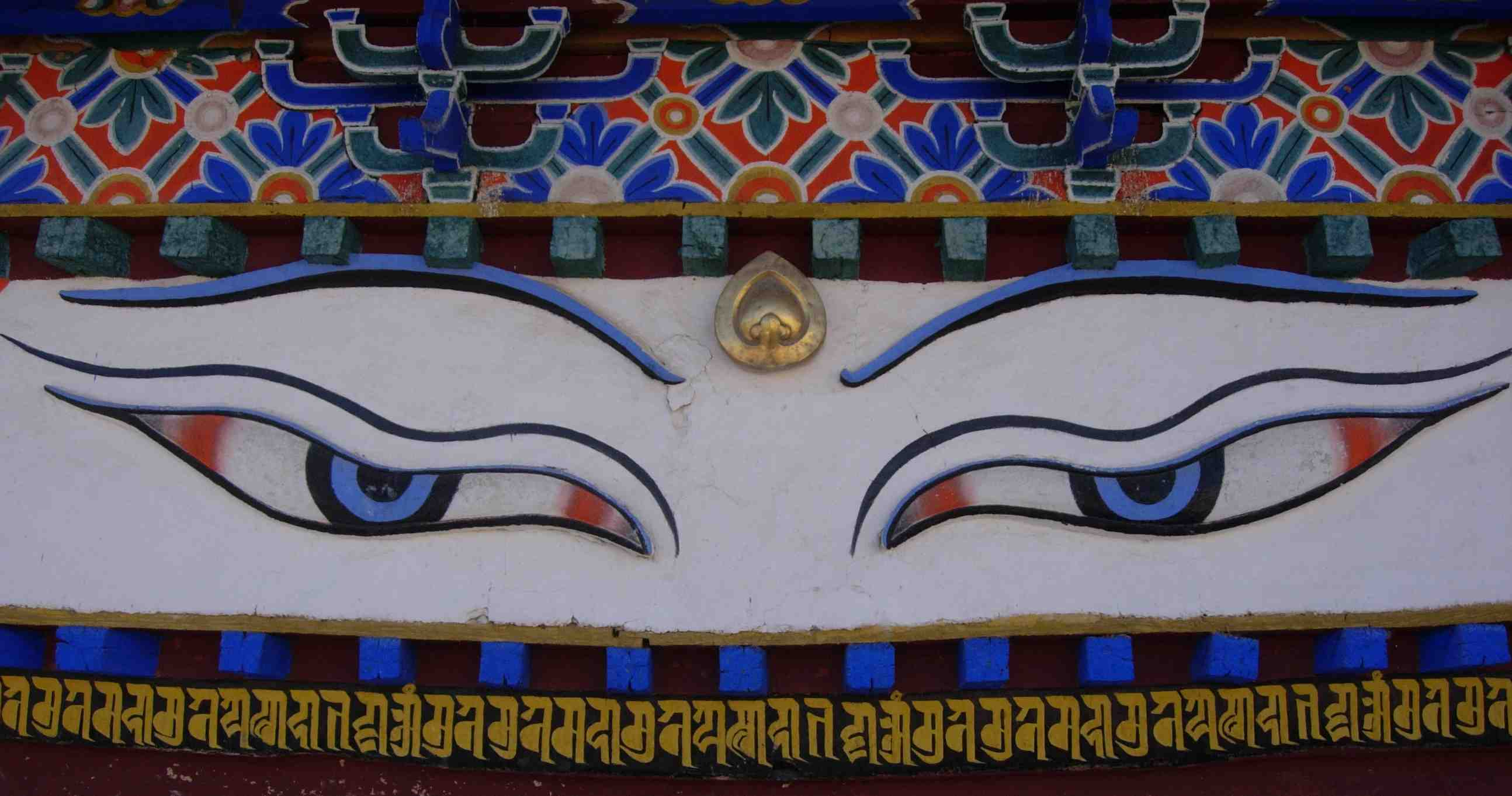
Le regard froid

Roger Vailland travaille à cet essai au cours de l'année 1962 -1er octobre 1962 - Meillonnas, indique-t-il dans l'avant-propos- à une période de sa vie où il se pose des questions sur son devenir et sur son œuvre. Il semble se remettre peu à peu de la terrible crise qu'il a connue à partir de 1956 après le XXe congrès du parti communiste soviétique qui avait gravement mis en cause les méthodes staliniennes et mis en accusation Staline lui-même, obligeant beaucoup de militants et de sympathisants communistes à une remise en cause drastique et douloureuse de leurs idéaux. Quand il rentre de Prague après le XXe congrès, Vailland accroche dans son bureau, à la place du portrait de Staline, la joueuse de flûte, un tableau dont l'original trône au musée des Thermes à Rome.
Fini celui que Vailland appelait « le bolchévik », « l'homme nouveau » qui, au lendemain de la guerre, devait changer le monde. Fini l'époque bénie où sa femme Élisabeth disait que c'était sans doute la plus belle de leur vie, où il pouvait écrire dans une espèce d'euphorie qui signifiait qu'il se sentait en phase avec l'évolution historique, qu'ils évoluaient au même rythme : « Je me battais, j'apprenais, j'étais heureux. J'écrivais Beau masque ».
Il revient à cette formule qui lui est chère, qu'il a empruntée à l'un de ses auteurs favoris, le Marquis de Sade qui parlait du regard froid du vrai libertin, il revient à des réflexions, des écrits qu'il avait mis entre parenthèses pendant sa période militante quand il habitait dans le hameau des Allymes près d'Ambérieu-en-Bugey.
Il se livre aussi dans cet essai à une réflexion, comme il l'indique dans la présentation, reprenant ses écrits antérieurs, triant, classant, choisissant, pour faire le point, chercher un nouveau souffle pour alimenter son œuvre.
Structure globale
Dans le titre, Vailland donne cette précision: réflexions, esquisses, libelles - 1945-1962 dont voici les différents textes qu'il contient, par ordre chronologique : 
- 1945 : Quelques réflexions sur la singularité d'être Français : paraît aux éditions Jacques Haumont en 1946 puis aux Éditions Le temps des cerises, collection « Cahiers Roger Vailland », 2000
- 1946 : Esquisse pour un portrait du vrai libertin : paraît aux éditions Jacques Haumont en 1946
- 1946 : Les entretiens de madame Merveille avec Octave, Lucrèce et Zéphyr
- 1950 : Les quatre figures du libertinage
- 1950 : L'œuvre de cruauté suivi de La distraction de soi 'avec soi comme source du sublime
- 1951 : De l'amateur : Éditions Le temps des cerises, collection « Cahiers Roger Vailland », 2001
- 1956 : Éloge du cardinal de Bernis : paraît aux éditions Fasquelle en 1956 puis chez Grasset dans la collection "Cahiers rouges"
- 1957 : Le carnet de comptes d'un homme heureux
- 1958 : Sur la clôture, la règle et la discipline
- 1962 : Le procès de Pierre Soulages : paru dans la revue Clarté no 43 de mai 1962

## Contenu général et résumé
1- Quelques réflexions sur la singularité d'être Français
Vailland soutient que la faculté d'irrespect est typiquement française, elle a défié tout d'abord la royauté en proclamant la république en 1792 puis l'Église, obligée de ratifier en 1905 sa séparation d'avec l'État : atteinte à la liberté aussi bien religieuse que politique. Ce qui donc le caractérise, c'est "l'esprit libre". Le Français sait atteindre à une aisance qui lui évite de se donner à fond, il joue et, note Vailland, "demeure au point d'ironie." Mais, il ne saurait être question de confondre dévergondage et libertinage, qui doit être préféré non par faiblesse mais par choix délibéré sans que souffrent ni dignité, ni fierté. "Le libertinage, précise-t-il, c'est l'art du plaisir pratiqué par un esprit libre. Ce fut en son temps une invention française." Avant de consacrer un texte à la notion d'amateur -voir plus loin De l'amateur- il en propose une définition : c'est celui qui aime  et qui s'y connaît mais n'est pas un professionnel et donc il n'est pas contraint par la nécessité." En parlant de Casanova, ce Vénitien qui payait les femmes, sur qui il revient dans d'autres textes, il dit de lui que c'est un "amateur".

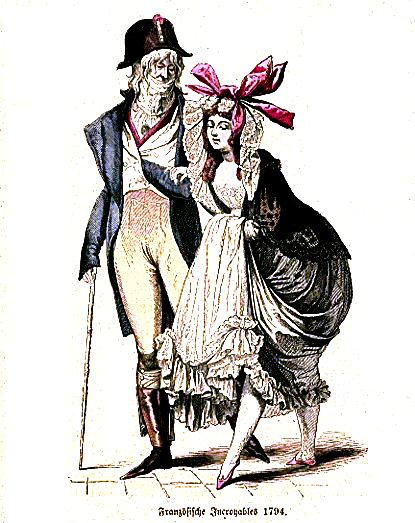
Couples de Libertins

2- Esquisse pour un portrait du vrai libertin
C'est en exergue de cet essai que Vailland place cette citation de Sade : "Il posa sur moi le regard froid du vrai libertin", qui sert de titre à cet essai et sera aussi reprise dans la monumentale biographie qu'Yves Courrière lui a consacrée.  Ce portrait part de la grande découverte des libertins : les plaisirs de l'amour n'ont que des rapports fortuits avec les nécessités de la reproduction. Au contraire, le libertin s'efforce de repousser le dénouement qui sera pour un temps "dégoûté du jeu merveilleux." Mais le plaisir n'est qu'un aspect de la séduction : "Le jeu d'amour exige des partenaires de haute vertu." Le plaisir allié à la tendresse, pour Vailland c'est le couple Valmont-Merteuil des Liaisons dangereuses, un couple qui vit dans une intime complicité.
3- Les entretiens de madame Merveille avec Octave, Lucrèce et Zéphyr
Trois libertins, Octave, Lucrèce et Zéphyr se rencontrent chez madame Merveille, "illustre maquerelle". Leurs échanges se déroulent en 12 soirées sur le thème du plaisir. Vailland voit 4 phases d'évolution dans la recherche du plaisir : la pré-puberté, l'onanisme solitaire, le monde comme objet de plaisir qui correspond à l'homme à femmes et la coureuse, enfin le moi comme être de plaisir. De ce point de vue, la vertu consisterait à dominer nos penchants en les intégrant dans nos conduites. "C'est le conflit entre l'infini des variations possibles et l'étroitesse formelle du thème, qui fait la grandeur tragique de l'érotisme", nous confie-t-il dans la dernière soirée.
4- Les quatre figures du libertinage
On trouve dans cet essai le panthéon libertin de Vailland, ses quatre personnages préférés : le mythe de Don Juan qui lui inspirera une pièce de théâtre en 1959, Sade, le divin marquis, même s'il prend parfois ses distances avec lui, Giacomo Casanova dont il écrira une préface de ses "Mémoires", dont la vie aventureuses et galante lui inspirera un autre texte présenté ci-dessous -Le carnet de comptes d'un homme heureux- et enfin Choderlos de Laclos et son couple sulfureux Valmont-Merteuil.
5- L'œuvre de cruauté
Dans ce texte, Vailland développe, à travers Sade et Laclos, la notion de cruauté dans la rupture amoureuse, qu'il compare à la mise à mort du taureau dans l'arène. Sade prône la domination totale de l'autre, allant jusqu'à la torture, et Valmont n'a de cesse de torturer la Présidente et de déshonorer  la jeune Volanges. La possession, posséder l'autre par amour, ne plus faire qu'un, est porteuse de cruauté. Dans ce type d'amour absolu, l'amour est aliénation, incompatible avec la liberté humaine : c'est cette contradiction fondamentale entre possession et souveraineté que pointe Vailland. Pour être sublimée, l'œuvre de cruauté devra reposer sur des acteurs égaux en droit, en souveraineté, respectueux l'un de l'autre.
6- De l'amateur
Les Allymes, octobre 1951, Ambérieu-en Bugey (Ain) . À cette époque, précise Vailland dans l'avant-propos, "j'entrepris d'écrire une série de Thèses sans conséquence." Les aléas firent que seule celle-ci fut achevée. Il proscrit tout tableau dans son logement, nul livre de chevet, nul meuble de style non plus chez lui, tout cela lui semble révolu, il n'a plus le cœur à tous ces plaisirs et même les plaisirs du libertinage n'ont plus guère de saveur. Il n'existe plus, selon lui, de véritable amateur,  comme ce féru de cyclisme qu'il dépeint et il en est de même pour la danse, la peinture ou d'autres activités. L'amateur est celui qui a un goût vif pour une chose. Il jugera en connaissance de cause du style et du fond, de prouesse et de virtuosité. Vailland analyse cette mutation des enfants de la petite bourgeoisie française qui sont entrés dans les Arts et les Lettres comme jadis les cadets des grandes familles entraient dans les ordres. À partir d'un flash back sur sa jeunesse, Vailland dénonce la culture bourgeoise et explique le complexe d'infériorité du peuple vis-à-vis d'elle, ce qui lui promet bien des déceptions. Il en conclut que la rencontre de l'étudiant et du compagnon charpentier est toujours une mystification réciproque.
7- Éloge du cardinal de Bernis : voir chapitre suivant.

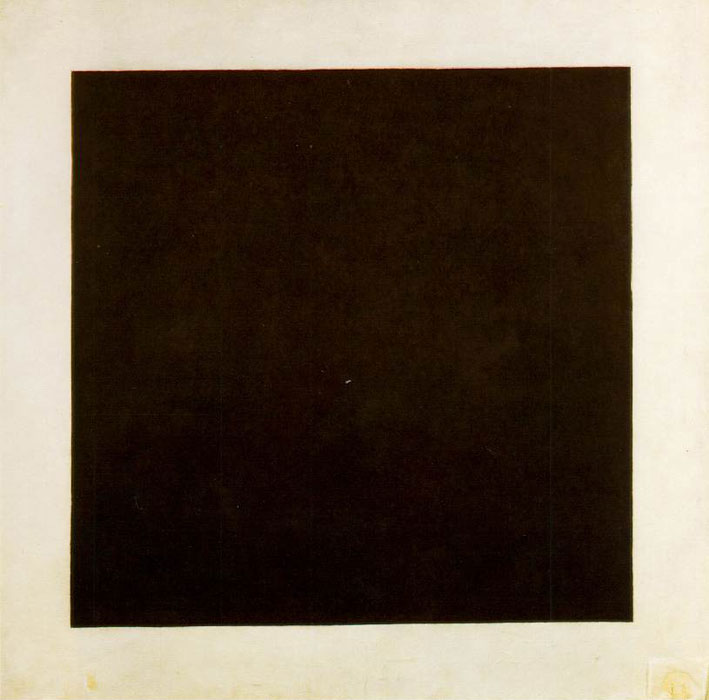
Les 2 couleurs de Pierre Soulages

8- Le carnet de comptes d'un homme heureux : voir chapitre suivant.
9- Sur la clôture, la règle et la discipline : voir chapitre suivant.
10- Le procès de Pierre Soulages
Quand on lui demande de répondre à la question : "Pour ou contre Pierre Soulages, peintre abstrait ?", Vailland refuse de répondre directement. Pour dénoncer le jargon abscons qui domine les arts, il recourt à cette image sur le thème de l'amateur :"Depuis que la peinture n'est plus jugée et expliquée par des amateurs de peinture mais par des philosophes amateurs, il n'y a plus de critique d'art." Pour parler de la peinture de Soulages, il utilise le vocabulaire des commentateurs de sports comme le cyclisme : "Soulages est un champion. Il choisit son parcours un certain jour, en fonction de sa forme et de son souffle  de ce jour-là." Être amateur est affaire de passion et de formation. Or la formation est très délaissée et ne permet plus d'avoir des jeunes qui pratiquent et connaissent la technique. "Impossible de faire un portrait à Soulages : il ne raconte ni ne décrit, il est le seul à pouvoir être son juge."

## Contenu et résumé: Les textes de Meillonnas
1- Éloge du cardinal de Bernis
À la mort du pape Clément XIII, un conclave fut convoqué et Bernis, chargé de mission, partit pour Rome pour trouver un candidat anti-jésuites. Bernis sut si bien s'y prendre qu'il fut nommé ambassadeur à Rome et le resta de 1774 à 1794. Il travailla à l’élection de Clément XIV, fit bonne table et de nombreuses conquêtes. Le cardinal de Bernis est un homme politique ambitieux –ministre des affaires étrangères sous Louis XV- qui possède assez de recul pour ne pas être dupe.  « C’est, estime Vailland, un Julien Sorel qui aurait réussi, puis mesuré la vanité de la réussite. » Ambitieux certes : « Pour imposer sa volonté au pape, il faut au moins être cardinal, précise Vailland. »  Il le sera. Et avec sa finesse diplomatique toute vénitienne, il deviendra faiseur de papes contre les  Jésuites, ses ennemis qui lui ont gâché sa jeunesse. Un homme de contradiction aussi, « athée conséquent mais cardinal du meilleur ton.» On peut imaginer la jubilation de Vailland devant cette rencontre improbable entre le cardinal de Bernis, ministre de France, et Giacomo Casanova, 'don juan' aux multiples facettes, séduit par deux grands séducteurs qui partagent la même maîtresse, une superbe religieuse. « Au goût, dit Casanova, je devine que votre amant est français. » Nous voilà revenus au premier texte de cet essai, cette singularité qui caractérise le Français. 

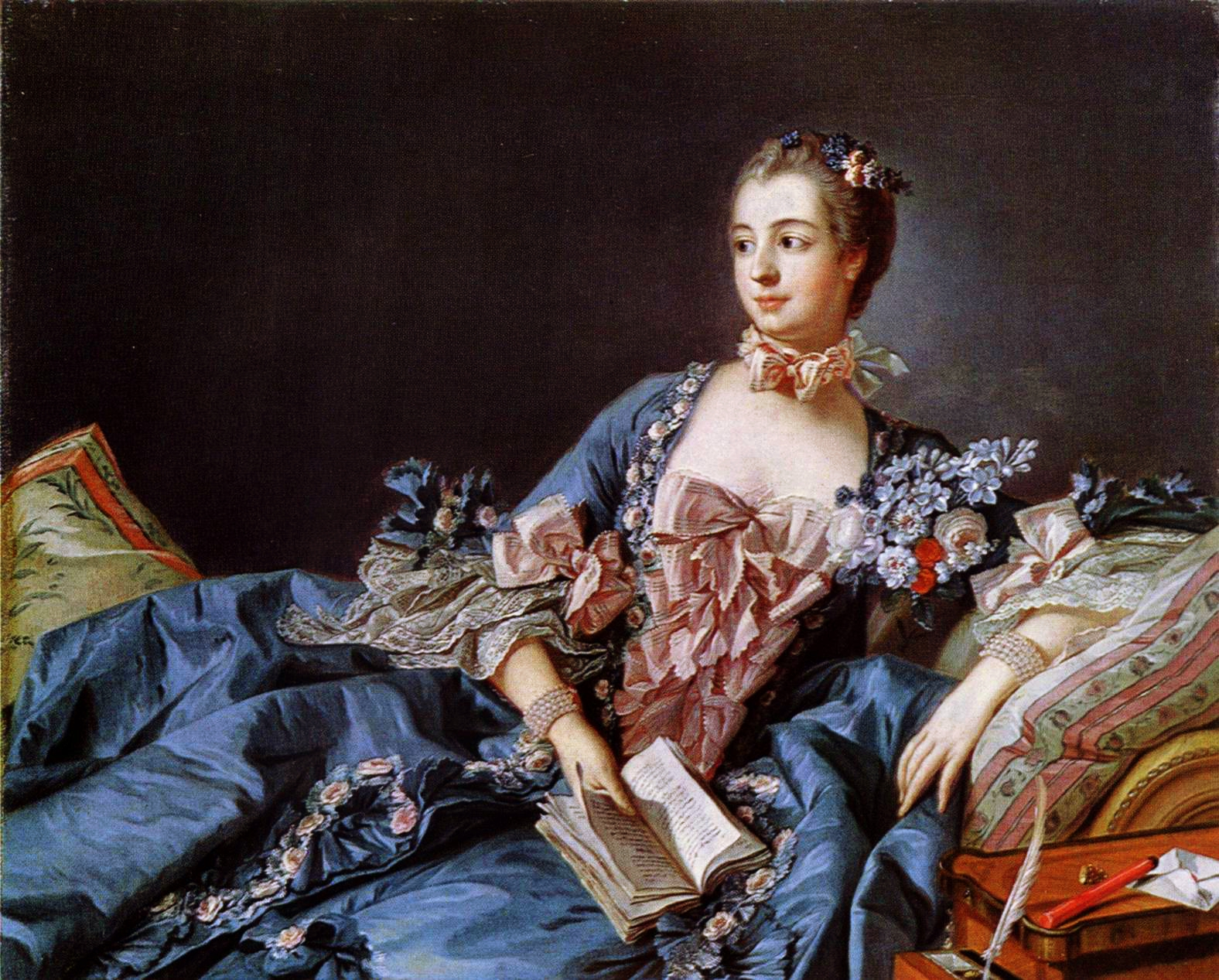
Mme de Pompadour

La jeunesse difficile de Bernis, ses ambitions déçues inspireront à Vailland une réflexion sur l’intransigeance des écrivains de sa génération, leur volonté de ne jamais faire de concessions, d’entrer en littérature comme on entre en religion. Il en profite pour dénoncer l’embourgeoisement et cet esprit français qui a tendance à se déliter. À cette époque, Bernis sous des dehors frivoles, poursuit ses ambitions, se fait poète de salon, établit des plans de vie. « S’il a tant d’aisance apparente, c’est par excès de puissance. Nouvelle référence à cette « singularité d’être Français. » Il faut se faire courtisan, éviter le sort de Choderlos de Laclos dont on a brisé la carrière après la publication des ‘Liaisons dangereuses’. Pour réaliser ses ambitions, Bernis change de stratégie et réussit à entrer dans les bonnes grâces de madame de Pompadour. Le jour où Antoinette Poisson devient la marquise de Pompadour, le courtisan Bernis toucha le jack pot, même si le renversement d’alliances qui suivit fut fort calamiteux pour la France. Dès lors, il accumule les avantages : ambassadeur, l’abbaye de Saint-Médard de Soissons qui rapporte 30 000 livres de rente par an, ministre d’état, et finit par recevoir le Cordon bleu des mains du roi… À Paris, il revoit un Casanova dans une très mauvaise passe, à qui il apporte son aide avec grâce. 
Mais l’horizon se bouche après le désastre de Rossbach. Comme l’écrit Vailland : « Bernis reste fidèle aux coteries. C’est sa faiblesse. Le pouvoir n’exige plus l’entregent mais la fermeté.  […] Le caractère qui lui a permis d’atteindre  au pouvoir ne lui est plus d’aucune aide dans l’exercice du pouvoir. » Mais il décide de se battre car c’est ‘un homme de qualité’. Cette définition que s’applique le cardinal interpelle Vailland dans son acception, à travers les propos de Bernis ou les réflexions de Gobineau dans ‘Les Pléiades’ : cette qualité est-elle ‘de race’ ou elle-t-elle liée à une situation, au contexte d’une époque ? L'homme de qualité est tôt ou tard confronté au pouvoir, à la dialectique maître-esclave. Après sa disgrâce, Bernis nommé enfin cardinal, réussit à faire élire un nouveau pape Clément XIV et y gagne l'ambassade de Rome où il revoit Casanova… et de charmantes romaines.

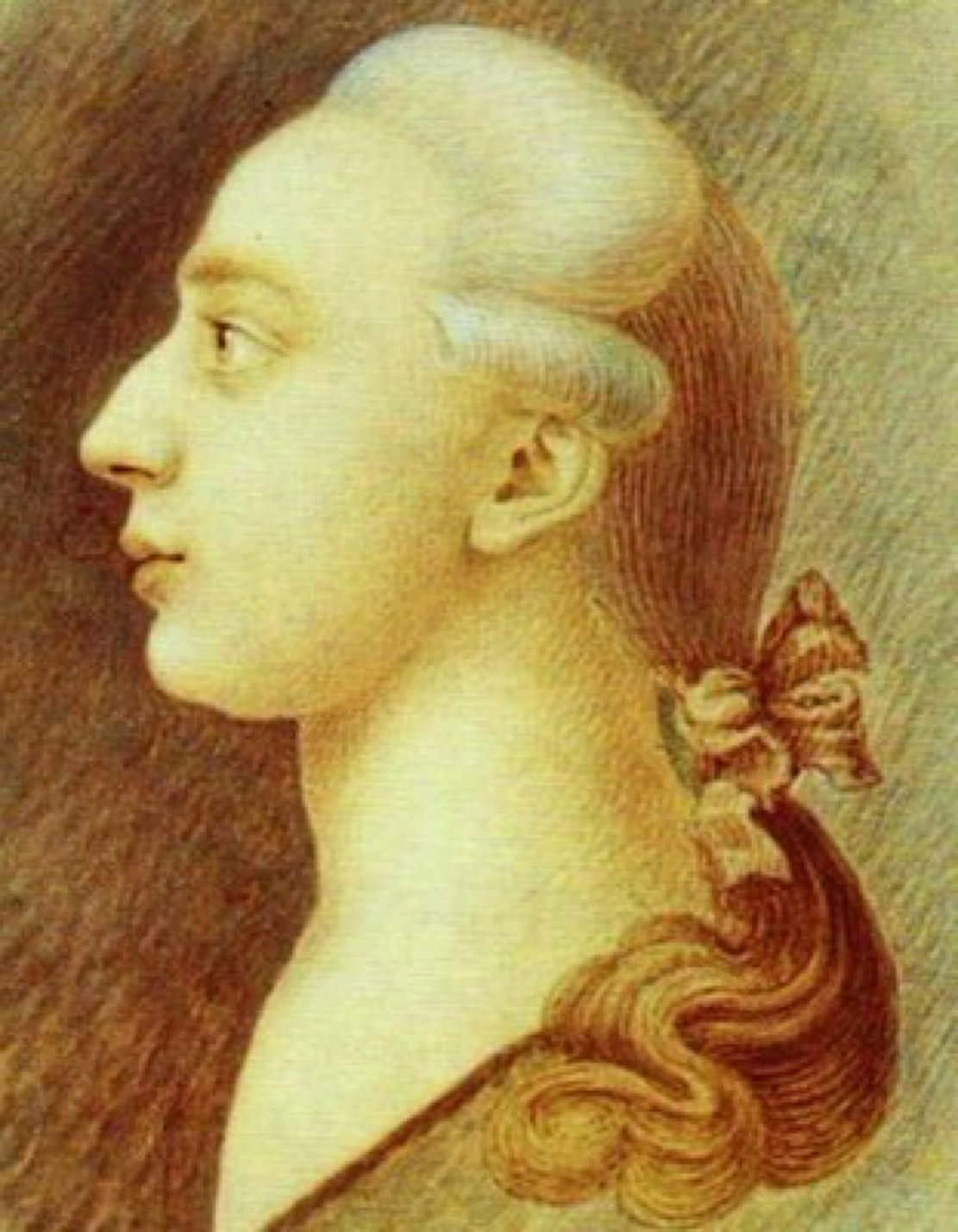
Casanova

2- Le carnet de comptes d'un homme heureux
Cet homme heureux, c'est le vénitien Giacomo Casanova, séducteur invétéré et homme comblé, qui pourra écrire à l'âge de quarante ans : " Tout se passait comme si toutes les femmes d'Europe n'eussent formé qu'un sérail destiné à mes plaisirs." Lors d'un séjour au carnaval de Milan, tout en gagnant largement sa vie au casino par maints tours et roueries, il raconte comment l parvint à séduire moult jolies femmes, roturières, soubrettes, femmes du monde ou grandes dames, peu timides au demeurant, et parfois quelque peu intéressées, par divers tours à sa façons qui montrent combien il a une fine connaissance du sexe féminin et des mœurs de son époque. C'est le temps des félicités, il a la santé, il est sans devoirs et sans dépendance, heureux au jeu et en amour et, avant que vieillesse ne vienne, il peut écrire au soir du carnaval : "Je ne peux m'empêcher de m'avouer parfaitement heureux."
3- Sur la clôture, la règle et la discipline
Ce court texte traite de l'évolution des mœurs, terminées clôture, règle et discipline, c'est-à-dire le châtiment corporel pour punition, liberté et plaisir auraient dû régner, mais ils sont capricieux alors que les règles collectives laissent une grande liberté de manœuvre à qui sait y faire, permettent de trouver plaisir et épanouissement à travers ce que Vailland nomme un "couvent laïc."